# Bellveí
Bellveí  es una localidad española del municipio de Torrefeta i Florejacs, perteneciente a la provincia de Lérida, en la comunidad autónoma de Cataluña.

## Historia
Hacia mediados del siglo XIX, el lugar, por entonces con ayuntamiento propio, tenía contabilizada una población de 93 habitantes. La localidad aparece descrita en el cuarto volumen del Diccionario geográfico-estadístico-histórico de España y sus posesiones de Ultramar de Pascual Madoz de la siguiente manera:

BELLVEHI: l. con ayunt. en la prov. de Lérida (8 1/2 leg.), part. jud. y adm. de rent. de Cervera (1/2), aud. terr. y c. g. de Cataluña (Barcelona 15), dióc. de Seo de Urgel (13), oficialato ec. de Guissona: sit. á la der. del r. Sio, en un llano, combatido principalmente por el viento S., con clima templado y saludable. Tiene 20 casas, una pequeña igl. aneja de la parr. de Guissona, y una fuente de escasas aguas al estremo del pueblo, las que no obstante ser algo crudas, aprovechan los hab. para su consumo doméstico. Confina el térm. N. Guissona; E. Tarroja; S. Llor, y O. Torrafeta. El terreno es de buena calidad, especialmente la parte que se riega con las aguas del mencionado r. Los caminos en buen estado conducen á Cervera y Guissona, de cuyo último punto se recibe el correo. prod. trigo, cebada, vino, aceite, hortalizas y muchas almendras; sostiene ganado vacuno, lanar y cabrio, y hay alguna caza de perdices. ind. ademas de la agricultura 1 molino harinero y otro de aceite. pobl. 20 vec., 93 alm. riqueza imp. 58,377 rs., ascendiendo el presupuesto municipal á 715 rs., que se cubren por reparto entre los vecinos.
(Madoz, 1846, p. 155)

En la actualidad forma parte del municipio de Torrefeta i Florejacs. En 2023, tenía empadronados 42 habitantes.